# Las Lajas, Tamazula
Las Lajas är en ort i Mexiko.   Den ligger i kommunen Tamazula och delstaten Durango, i den centrala delen av landet, 900 km nordväst om huvudstaden Mexico City. Las Lajas ligger 514 meter över havet och antalet invånare är 137.
Terrängen runt Las Lajas är kuperad österut, men västerut är den bergig. Runt Las Lajas är det mycket glesbefolkat, med 6 invånare per kvadratkilometer. Närmaste större samhälle är Los Remedios, 10,3 km öster om Las Lajas. I omgivningarna runt Las Lajas växer huvudsakligen savannskog.